# Weisz auf Schwarz
Weisz auf Schwarz (WAS) ist eine seit 2007 von Steffen Dürre und wechselnden Partnern durch den Weisz auf Schwarz – Verein zur Förderung der Literatur e.V. herausgegebene Literaturzeitschrift aus der Hansestadt Rostock. Neben Lyrik, Prosa (Kurzprosa und Auszüge) und Essays spielen Fotografie und Schwarzweiß-Grafik eine Rolle. Zur Stammautorenschaft gehören seit der Ausgabe 8/9 die Dramatiker Wolfram Lotz und Oliver Kluck. Die Zeitschrift kann nur online beim Verlag, aber nicht über den Buchhandel erworben werden. Sie erscheint in unregelmäßigen Abständen im Rahmen der durch ihren Förderverein organisierten Literaturveranstaltungsreihe TXT.FEST (bis 2011 Drinnen=Draußen), zu der vorrangig überregionale Autoren und Musiker auftreten, zuletzt im Oktober 2022.

## Geschichte
Als die Zeitschrift 2007 das erste Mal veröffentlicht wurde, war sie ein privates Projekt der drei Gründungsmitglieder Martin Stobbe, Steffen Dürre und Theresa Schmidtke. Die erste Ausgabe wurde mit nur einer Ausnahme (Steffen Kammler) allein von ihnen gefüllt. Der Erscheinungsrhythmus war zu Beginn halbjährlich. Bis einschließlich zur dritten Ausgabe blieb der überwiegende Anteil der Inhalte bei den Herausgebern. Erst mit dem vierten Heft tauchten erstmals bekanntere Namen wie Mara Genschel und Bertram Reinecke auf, der heute häufig in den Rissen – Literaturzeitschrift für Mecklenburg und Vorpommern erscheint. Es folgten unter anderem Johannes Witek und Peter Wawerzinek. Mit der Doppelausgabe 6/7 erschien Oliver Klucks Über das Prinzip einer Generation, in dem er über Jonathan Meese als Galionsfigur der Kulturgeneration, „die sich befreit hat vom Ballast des Widerspruches“, philosophiert. Seit Ausgabe 8/9 fanden sich Szenen und Gedichte von Wolfram Lotz regelmäßig in der Zeitschrift. Eckard Sinzig veröffentlichte nach einem Auszug seines ersten Buches „Idyllmalerei auf Monddistanz“ (1956) in Ausgabe 8/9 weitere Romanauszüge in den Ausgaben 10 und 11.
2009 wurde Martin Stegner Redaktionsmitglied, 2010 wurden mit Ausgabe 10 Layout und Logo der Zeitschrift komplett neugestaltet. 2016 stieß der ehemalige heuler-Chefredakteur Fritz Beise zur WAS-Redaktion. Im Oktober 2022 erschien die 15. und bisher letzte Ausgabe der Weisz auf Schwarz in einer Auflage von 1000 Exemplaren.

## Markenzeichen
Besonderes Kennzeichen der Zeitschrift sind ihre ausgabenweise wechselnden, oft extravaganten Untertitel, z. B. #12 „Zeitschrift für fluoreszierende Unsterblichkeiten“. Typisch für das Layout sind Collagen aus alten Schwarz-Weiß-Fotos. Die Zeitschrift ist seit ihrer Gründung durchweg in Schwarzweiß gehalten und weist ein schmaleres Format als DIN A4 auf. 
Die Ausgaben 1 bis 12 erlaubten durch ein charakteristisches Loch im Titelblatt einen freien Blick auf die dahinterliegende Grafik des Inhaltsverzeichnisses. Dieses gestalterische Element wurde ab Ausgabe 13 durch großflächige, geschlossenere Collagen ersetzt.

## Ausgaben/Autoren
| Ausgabe                                                   | Autoren | Erscheinungsjahr |
| --------------------------------------------------------- | --- | ---------------- |
| #1 Zeitschrift für neue Wortkultur                        | Martin Stobbe, Theresa Schmidtke, Steffen Dürre, Steffen Kammler | 2007             |
| #2 Zeitschrift für buchstäbliche Bildlichkeit             | Martin Stobbe, Steffen Dürre, Martin Stegner, Felix Timmermann, Peter Schilling, Theresa Schmidtke, Christin Zühlke | 2007             |
| #3 Zeitschrift für kontraindizierte Wortbildung           | Martin Stobbe, Martin Stegner, Ron Winkler, Steffen Dürre, Fanny Schade, Felix Timmermann, Bianka Wegener, Theresa Schmidtke, Katharina Kerber, Matthias Engels | 2008             |
| #4 Zeitschrift für vorletzte Endzeitstimmung              | Michael Höfler, Bertram Reinecke, Claudia Kohlus, Mara Genschel, Stan Israel, Björn Kuhligk, Theresa Schmidtke, Volker H. Altwasser, Steffen Dürre, Klavki, Martin Stegner | 2008             |
| #5 Zeitschrift für papierene Wirklichkeiten               | Kurt Buschmann, Johannes Witek, Tibor Schneider, Martin Stegner, Mara Schindler, Lucy Fricke, Björn Märtin, Tom Bresemann, Lucas Treise, Steffen Dürre, Martin Stobbe, Tom Schulz, Selim Özdogan, Peter Wawerzinek                                                                            | 2008             |
| #6/7 Zeitschrift für universalpoetische Langustengedanken | Andreas Stichmann, Klara Beten, Johannes Witek, Martin Stegner, Sebastian Himstedt, Achim Wagner, Frank Milautzcki, Volker H. Altwasser, Jörg Kleemann, Adrian Kasnitz, Jean-Claude Marguerite, Oliver Kluck, Andreas Hutt, Crauss, Peter Wawerzinek, Martin Stobbe, Björn Kuhligk            | 2009             |
| #8/9 Zeitschrift für neuerbare literarische Energien      | Klavki, Steffen Dürre, Klara Beten, Andrea Schwarz, Oliver Kluck, Marcus Jensen, Heike Geißler, Adrian Sauer, Michael Zoch, Martin Stegner, Andreas Degner, Eckard Sinzig, Silke Peters, Christopher Haug, Henriette Vásárhelyi, René Steininger, Marina D’Oro, Wolfram Lotz, Tibor Schneider | 2009             |
| #10 Zeitschrift für echten Weltersatz                     | Klavki, Oliver Kluck, Eckard Sinzig, Helene Mensch, Michael Zoch, Steffen Dürre, Thomas Kunst, marvellous, Crauss, Wolfram Lotz, Marlen Pelny, Franz Friedrich, Martin Stegner | 2010             |
| #11 Zeitschrift für herbarisierte Vergänglichkeitsformen  | Martin Stegner, Michael Zoch, Steffen Dürre, Robert Monat, Reiner Stolz, Oliver Kluck, Wolfram Lotz, Martin Badenhoop, Susanne Böx, Eckard Sinzig, Klavki | 2011             |
| #12 Zeitschrift für fluoreszierende Unsterblichkeiten     | Oliver Kluck, Stefan Schmitzer, Jan Kuhlbrodt, Kathrin Bach, Theresa Schmidtke, Wolfram Lotz, Björn Giesecke, Jürgen Landt, Martin Stegner, Martin Badenhoop | 2011             |
| #13 Zeitschrift für Lesezeichen                           | Henriette Vásárhelyi, Jan Decker, Korbinian Saltz, Martin Stegner, Oliver Kluck, Paul Kraatz, Wolfram Lotz, Steffen Dürre, Thomas Fehling, Martin Badenhoop | 2013             |
| #14 Zeitschrift für alternative Fiktionen                 | Fritz Beise, Crauss, Steffen Dürre, Thomas Fehling, Oliver Kluck, Birthe Mühlhoff, Heiner Ernst Rühl, Martin Stegner, Marcus Sümnick, Johannes Witek | 2018             |
| #15 Zeitschrift für echte Dokumente                       | Crauss, Fritz Beise, Johannes Witek, Thomas Fehling, Oliver Kluck, Birthe Mühlhoff, Marcus Sümnick, Wolfram Lotz, Martin Stegner, Heiner Ernst Rühl, Steffen Dürre | 2022             |